# Eva Luna García-Mauriño
Eva Luna García-Mauriño Suárez es una directora de escena, exartista circense, gestora cultural e investigadora especializada en circo española.

## Trayectoria
En su infancia practicó danza y teatro, luego hizo gimnasia rítmica, pintura, fotografía y empezó a practicar artes circenses. Se licenció en Filología Hispánica y tiene un Máster en Gestión Cultural. Se formó en circo contemporáneo en la Scuola di Circo Torino (FLIC) de Italia, en la Circus Space de Londres y en la Universidad de Codarts para las Artes de Holanda.  Recibió una beca del Programa Fulbright.
Se especializó en la disciplina circense mano a mano. Después de siete años actuando como artista de circo en diferentes países y tras una lesión, volvió a España en 2018. Es cofundadora y la codirectora artística de PDCirco, una entidad especializada en gestión cultural, que entre otros, organiza el Festival Internacional de Circo MADN celebrado anualmente en los distritos de Fuencarral-El Pardo, Tetuán y Vallecas de Madrid, y en el que se muestran espectáculos de circo nacionales e internacionales de calle y sala para todos los públicos; y, también el Festival Internacional de Circo MADN de Alcobendas.
Para instituciones como La Red de Teatros de Titularidad Pública, el Instituto Nacional de las Artes Escénicas y de la Música (INAEM), el Teatro Circo Price de Madrid o el Festival Internacional de Circo de Uruguay (FIC), ha desarrollado diversos proyectos vinculados al circo. Además, ha trabajado en la defensa y representatividad del sector del circo en el ámbito local, nacional e internacional, como coordinadora general de la Asociación de Profesionales del Circo de Madrid (MADPAC), miembro de CircoRed (Federación Estatal de Asociaciones Profesionales de Circo de España), colaboradora de la red europea Circostrada y como parte de la Comisión de Selección Nacional de Circusnext. Es académica y delegada de la Comisión de Circo de la Academia de las Artes Escénicas de España. Además, es vocal del Consejo Estatal de las Artes Escénicas y de la Música del Ministerio de Cultura, tanto en el Pleno como en la Comisión Ejecutiva.
Entre otras, fue la productora de la obra La guerra según Santa Teresa. Sobre fragmentos de Teresa de Jesús con dirección de Julia de Castro y dramaturgia de María Folguera de 2018; y de Exhalación: vida y muerte de De La Puríssima, dirigida por de Castro en 2019; ambas piezas se estrenaron el Festival de Otoño de Madrid. Como ayudante de dirección, trabajó en 2019 con Folguera en el proyecto Sendero Fortún para el Centro Dramático Nacional, un trabajo de investigación sobre la vida y obra de la escritora Elena Fortún; y en 2022, en Twist una producción para el Teatro Circo Price de Madrid, dirigida por Marta Pazos.  Fue la encargada de realizar la investigación y entrevistas sobre el antiguo circo Price de Madrid, situado en la Plaza del Rey (1880-1970) a antiguos artistas, empleados y espectadores para el documental Recuerdos del Circo Price. 1970.  También ha sido la directora artística y productora del Ciclo de Circo Contemporáneo de Madrid o Circo, Presente continuo. Entre los espectáculos de circo que ha dirigido se encuentran: Disculpa Si Te Presento Como Que No Te Conozco (2023) o Arròs (2024).
En 2020 fue asesora junto a Folguera, Mar Parra, Anna María Giribet y Gonzalo Andino de la creación del Catálogo de circo y artes de calle del Programa PLATEA, que lleva a cabo el Ministerio de Cultura a través del INAEM.  Desde ese mismo año, es la coordinadora técnica e investigadora del Primer Censo y Estudio Estatal de Circo, impulsado por el INAEM y CircoRed.
Desde 2021 es codirectora de El Invernadero Circo, el espacio más grande de formación, creación, entrenamiento y divulgación de circo de España, ubicado en Alcobendas en un antiguo invernadero de más de 800m2, promovido por PDCirco, Scimmie Volanti y la concejalía de Cultura del Ayuntamiento de Alcobendas.
En 2004 publicó Una habitación propia para el circo. Jornadas de dramaturgia en el Monográfico: Las artes circenses en España de la revista especializada Don Galán del INAEM. Además, impulsó la creación y fue la directora artística de Riesgo, el primer festival de circo organizado por la Comunidad de Madrid, que se realizó por primera vez en enero y febrero de 2025 en los Teatros del Canal, dedicado a público juvenil y adulto y que mostró espectáculos de compañías de circo contemporáneo internacionales.
Ha impartido clases como profesora invitada en la Escuela de Circo Carampa y en el Master de Gestión Cultural de la Universidad Carlos III de Madrid. Ha sido jurado de festivales y premios de circo, así como ponente y formadora en encuentros de artes circenses y escénicas. También ha creado informes institucionales para Redescena como Programando circo en España: panorama actual o Circo y mediación cultural.

## Reconocimientos
En 2024, PDCirco recibió el Premio CircoRED en la categoría Buenas Prácticas en su primera edición, por el compromiso con el desarrollo del sector circense a través del MADn Circus Festival. Este mismo año, Disculpa Si Te Presento Como Que No Te Conozco ganó el Premio Talía a mejor espectáculo de circo.